# Регин
Регин (на румънски: Reghin) е град в окръг Муреш, Румъния. Населението му е 33 281 жители (2011 г.), а площта му е 56,09 кв. км. Намира се в часова зона UTC+2 на двата бряга на река Муреш, на 29 км от град Търгу Муреш. Към 2011 г. по етнически признак в града жителите се поделят на 21 153 румънци (66,81%), 8240 жители унгарци (26,02%), 2002 роми (6,32%) и 182 жители германци (0,57%).